# Emil Orth
Emil Orth (* 17. Oktober 1814 in Heilbronn; † 23. April 1876 ebenda) war ein deutscher Kunstmaler, Porträtmaler, Lithograf und Fotograf.

## Leben

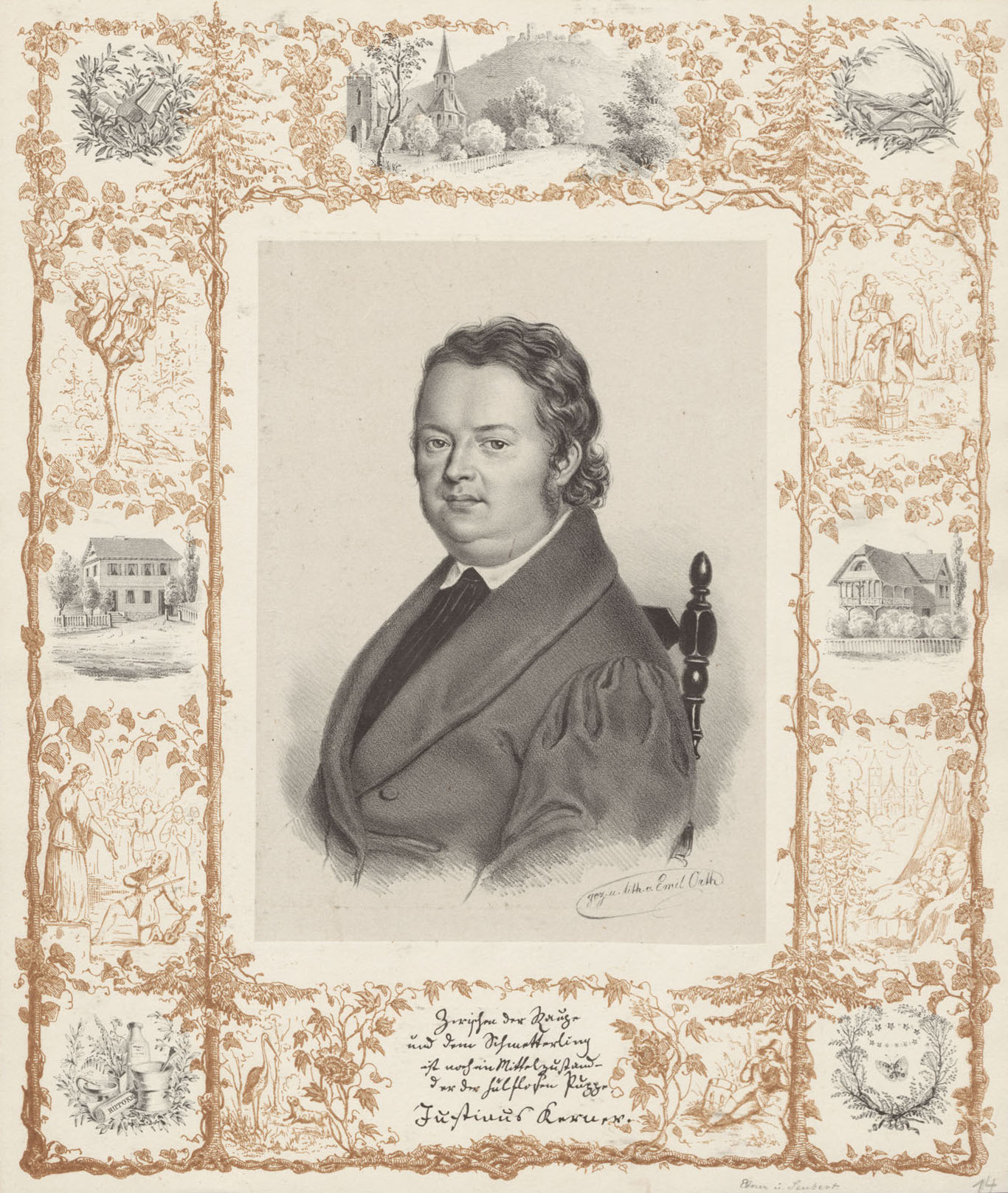
Justinus Kerner von Emil Orth

Orth entstammte der alteingesessenen Heilbronner Patrizierfamilie Orth, die von Philipp Orth (1534–1603) bis Heinrich Karl Philibert Orth (1733–1795) mehrere Heilbronner Bürgermeister gestellt hatte. Er war der jüngere Sohn des Fabrikanten Johann Georg Orth (1774–1835), eines Enkels des Bürgermeisters Johann Heinrich Orth (1653–1733), und der Friederike Feyerabend. Sein älterer Bruder Robert Orth (1807–1893) führte die kaufmännischen Aktivitäten des Vaters fort, so dass für Emil der Weg zu einer künstlerischen Ausbildung frei war.
Er studierte ab 1831 bis 1833/1834 an der Münchener Kunstakademie als Schüler Joseph Karl Stielers Malerei und war in Heilbronn als Porträtmaler, Miniaturist und Lithograf tätig. Im April 1841 bewarb die Heilbronner Verlagsbuchhandlung Drechsler eine Lithographie Orths, die Justinus Kerner zeigte.
Früh wandte sich Orth der Daguerreotypie zu. Am 14. Mai 1842 gab er mit einer Anzeige im Heilbronner Intelligenzblatt bekannt, dass er bis zum Ende des Monats bereit sei, im Orthischen Garten „Daguerrotyp-Bilder gegen billiges Honorar zu fertigen.“ Auch in den folgenden Jahren schaltete er weiter Anzeigen für seine Daguerreotypien, bewarb aber auch weiter seine Gemälde, so beispielsweise im Heilbronner Tagblatt vom September 1848 (S. 1017) „mehrere hier gefertigte Portraits in Oel zur Besichtigung eines verehrlichen Publikums“. Später war er auch als Fotograf tätig; das Heilbronner Adressbuch von 1855 führte ihn im Branchenverzeichnis als einen von zwei Photographisten.
Im Heilbronner Adressbuch von 1875 wurde Emil Orth nach wie vor als Fotograf aufgeführt. Er starb am 23. April 1876 in Heilbronn.
Sein einziger Sohn Theodor Orth († 15. November 1915) war Malermeister in Heilbronn. Dessen Söhne Emil († 1914 in Russland) und  Robert († 1915 in Serbien) fielen im Ersten Weltkrieg noch vor dem Tod des Vaters, so dass die seit 1533 in Heilbronn belegte Familie Orth mit Emils Sohn Theodor 1915 im Mannesstamm in Heilbronn ausstarb.